# CB Ademar León
Club Balonmano Ademar León este o echipă de handbal din Spania care evoluează în Liga ASOBAL.